# Giuseppe de Samuele Cagnazzi
Giuseppe de Samuele Cagnazzi (Altamura, 19 marzo 1763 – Napoli, 29 maggio 1837) è stato un politico italiano. Apparteneva alla nobile famiglia dei de Samuele Cagnazzi e, in politica, ebbe alcuni incarichi come ispettore e direttore dei dazi indiretti nonché come direttore della "fabbrica della grande economia dei tabacchi del Regno di Napoli durante il regno dei napoleonidi. Inoltre era il fratello del più noto Luca de Samuele Cagnazzi.

## Biografia
Giuseppe de Samuele Cagnazzi nacque ad Altamura il 19 marzo 1763 da Livia Nesti e Ippolito Cagnazzi. Era il fratello del ben più noto scienziato ed economista Luca de Samuele Cagnazzi e, in seguito alla perdita prematura del padre, i due fratelli finirono sotto l'egida di Carlo de Marco che ne curò l'istruzione e l'avviamento a carriere di prestigio all'interno del regno. I due studiarono nei primi anni nel Regio Collegio di Bari e successivamente perfezionarono i loro studi presso l'Università degli Studi di Altamura.
Durante la Rivoluzione altamurana (1799), Giuseppe Cagnazzi, secondo le ricerche dello storico Vincenzo Vicenti, vi prese parte attiva onde poi scampare alla morte abbandonando la città di Altamura insieme a molti altri. Divenuto fuggiasco, lasciò la moglie e i figli in città e poté ritornare nella sua città natale e riabbracciare i suoi affetti solo in seguito. Sua moglie era Elisabetta de Gemmis, figlia del letterato Ferrante de Gemmis, e da questa ebbe quattro figli; secondo quanto scritto nell'autobiografia del fratello Luca de Samuele Cagnazzi, Elisabetta de Gemmis morì nel 1799 per fatti in qualche modo legati (seppur non specificati) alla Rivoluzione altamurana. Giuseppe Cagnazzi, pertanto, divenne vedovo a soli 36 anni. Lo storico Vincenzo Vicenti ha rintracciato una fonte in cui suo marito specifica come sua moglie sia stata vittima "'di sanguinosi orrori dei briganti', che causarono la sua morte prematura".
Con la salita al trono di Giuseppe Bonaparte al Regno di Napoli, fu riabilitato e ricevette incarichi pubblici di prestigio, prima nel settore dei dazi indiretti e in seguito in quello dei tabacchi.
Ad Avellino gli fu anche chiesto di insegnare matematica e tra i suoi allievi figuravano anche molti figli di francesi. Tra questi vi era persino Victor Hugo, figlio di Joseph Léopold Sigisbert Hugo, allora governatore di quella provincia. Morì il 29 maggio 1837 per "afflusso pettorale".
È anche noto in campo musicale come suonatore dilettante di violino e viola e, nella sua casa, si teneva due volte a settimana un'accademia di musica strumentale con professori pagati da lui. "Ricettava produzioni strumentali di rinomati autori francesi e tedeschi ed invitava valenti maestri, non escluso l'insigne Bellini".

## Cariche ricoperte
- Ispettore dei dazi indiretti del Regno di Napoli (1807-?);
- Direttore dei dazi indiretti del Regno di Napoli;
- Direttore della "fabbrica della grande economia dei tabacchi" del Regno di Napoli.[8]

## Genealogia
- Ippolito de Samuele Cagnazzi - padre
- Livia Nesti - madre
- Luca de Samuele Cagnazzi (1764-1852) - fratello
- Elisabetta de Gemmis (?-1799) - moglie
- Ippolito de Samuele Cagnazzi - figlio (sposato con Mariantonia Martucci, detta Antonietta)[9][10][11]